# أولاد عكيل الاولى (سيدي بوبكر)
أولاد عكيل الاولى هي إحدى مشيخات المملكة المغربية، تتبع جغرافيا لإقليم الرحامنة وإداريًا لسيدي بوبكر. يقدر عدد سكانها بـ 3594 نسمة حسب الإحصاء الرسمي للسكان والسكنى لسنة 2004.